# Processo Solvay
Il processo Solvay è un processo chimico industriale per la sintesi del carbonato di sodio (o soda) mediante cloruro di sodio, carbonato di calcio e ammoniaca.

## Storia

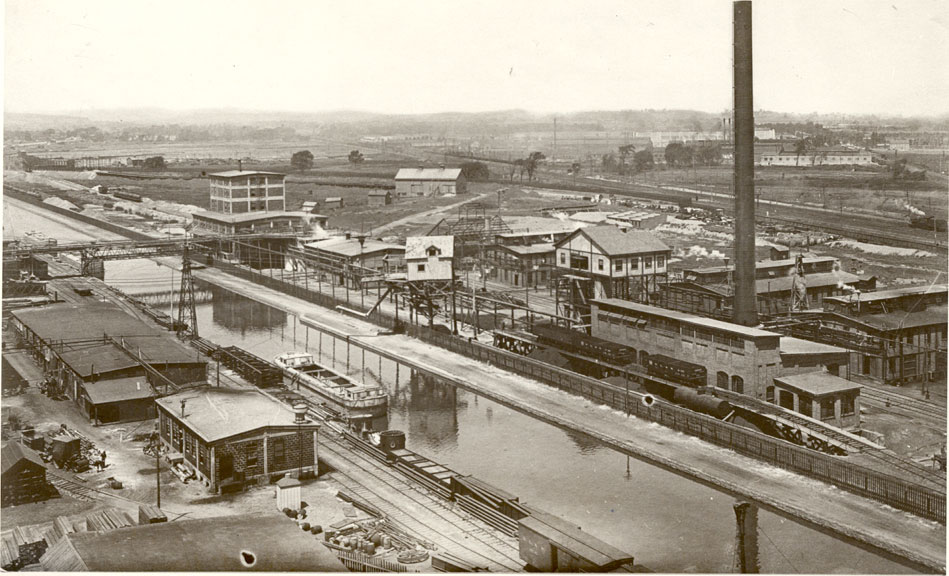
Impianto per la produzione della soda Solvay a New York

Questo processo è stato ideato nel 1861 dal chimico belga Ernest Solvay. Prima la soda veniva prodotta tramite il processo Leblanc, che tuttavia risultava eccessivamente costoso e generava sottoprodotti indesiderati altamente tossici e inquinanti (come l'acido cloridrico e il solfuro di calcio). Per questi motivi, a partire dal 1863 (anno in cui il parlamento inglese stipulò l'Alkali Act) il processo Leblanc fu progressivamente rimpiazzato dal processo Solvay. E' da considerare che alcuni vorrebbero chiamare tale processo come Solvay-Mond, dal momento che il chimico Ludwig Mond, grazie a numerose migliorie sull'impianto di Winnington, ha reso effettivamente funzionante il processo (come riportato negli scritti del figlio, Alfred Mond).

## Processo

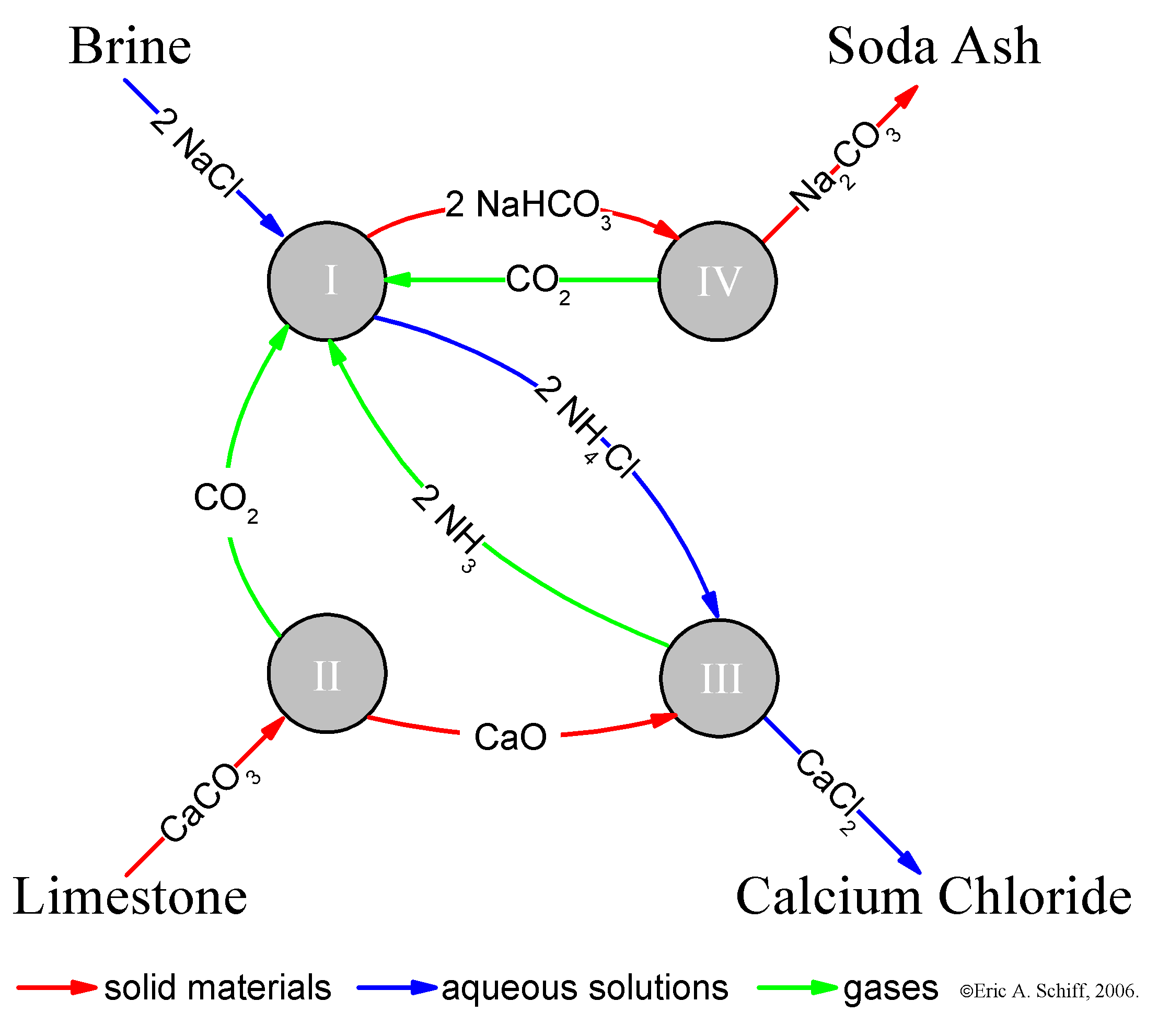
Schema del processo Solvay: ogni cerchio grigio rappresenta una reazione

Il processo Solvay porta alla sintesi del carbonato di sodio (detto soda Solvay) a partire da NaCl (salamoia) e CaCO3 (calcare) secondo la formula generale:
{\displaystyle {\ce {2NaCl + CaCO3 -> Na2CO3 + CaCl2}}}
Il processo avviene attraverso diverse fasi: inizialmente, sul fondo del reattore viene scaldato il carbonato di calcio, che si decompone liberando biossido di carbonio
{\displaystyle {\ce {CaCO3 -> CaO + CO2}}}
Dall'alto viene immessa nel reattore una soluzione concentrata di cloruro di sodio e ammoniaca; l'anidride carbonica, gorgogliando, fa precipitare il bicarbonato di sodio
{\displaystyle {\ce {NaCl + NH3 + CO2 + H2O -> NaHCO3 v + NH4Cl}}}
Il bicarbonato di sodio viene quindi convertito in carbonato di sodio per riscaldamento, liberando acqua e diossido di carbonio
{\displaystyle {\ce {2 NaHCO3 -> Na2CO3 + H2O + CO2}}}
mentre l'ammoniaca viene rigenerata per trattamento del cloruro d'ammonio formatosi con la calce viva (l'ossido di calcio) residua della decomposizione del carbonato di calcio
{\displaystyle {\ce {CaO + H2O -> Ca(OH)2}}}
{\displaystyle {\ce {Ca(OH)2 + 2 NH4Cl -> CaCl2 + 2 NH3 + 2 H2O}}}
Dato che l'ammoniaca viene completamente riciclata, l'unico prodotto di scarto è il cloruro di calcio, mentre nel reattore bisogna immettere solo salamoia e calcare.
Si osserva che una soluzione acquosa concentrata ("salamoia") di cloruro di calcio viene usata come fluido frigorifero in grossi impianti industriali.